# Eluned Morgan
Eluned Morgan 2011 óta Baroness Morgan of Ely (Cardiff, 1967. február 16. –) walesi politikus, 2024-től Wales első minisztere és a Walesi Munkáspárt vezetője. Korábban, 1994 és 2009 között a Európai Parlamenti képviselő volt.

## Élete
A Hull Egyetemen tanult. 1994-ben az Európai Parlament tagja lett. 27 évesen ő volt a legfiatalabb képviselő.
2018 őszén Morgan Mark Drakefordhoz és Vaughan Gethinghez hasonlóan Carwyn Jones utódjaként jelentkezett a Wales-i Munkáspárt élére és Wales első miniszterére. 2011. január 24-én helyet kapott a Lordok Házában.

## Fordítás
Ez a szócikk részben vagy egészben  az   Eluned Morgan című német Wikipédia-szócikk fordításán alapul.  Az eredeti cikk szerkesztőit annak laptörténete sorolja fel. Ez a jelzés csupán a megfogalmazás eredetét és a szerzői jogokat jelzi, nem szolgál a cikkben szereplő információk forrásmegjelöléseként.